# They Bleed Red
They Bleed Red es e segundo álbum de estudio de la banda estadounidense de metalcore Devil You Know. Fue lanzado el 6 d noviembre de 2015 a través de Nuclear Blast Records. La banda lanzó el sencillo "Stay of Execution" el 10 de septiembre de 2015 para promover el álbum. Un segundo sencillo de la canción "The Way We Die" fue lanzado el 5 de octubre. Este es el último álbum de la banda bajo el nombre de Devil You Know antes de cambiarlo formalmente por Light The Torch, y es el último en contar con John Sankey en la batería.

## Lista de canciones
| N.º | Título                   | Duración |  |
| 1.  | «Consume the Damned»     | 3:37     |  |
| 2.  | «The Way We Die»         | 3:31     |  |
| 3.  | «Your Last Breath»       | 4:30     |  |
| 4.  | «Stay of Execution»      | 3:39     |  |
| 5.  | «Break the Ties»         | 4:39     |  |
| 6.  | «Shattered Silence»      | 4:15     |  |
| 7.  | «Let the Pain Take Hold» | 4:33     |  |
| 8.  | «Master of None»         | 4:54     |  |
| 9.  | «Searching for the Sun»  | 3:55     |  |
| 10. | «How the End Shall Be»   | 4:32     |  |
| 11. | «Broken by the Cold»     | 5:20     |  |

Temas adicionales
| Bonus tracks |                                     |          |  |
| N.º          | Título                              | Duración |  |
| 12.          | «Eye of the Tiger» (Survivor cover) | 4:04     |  |
| 13.          | «I Am Alive»                        | 4:32     |  |
| 14.          | «We Live»                           | 2:56     |  |

## Créditos
Devil You Know
- Howard Jones – voz
- Francesco Artusato – guitarra
- John Sankey – batería, percusión
- Ryan Wombacher – bajo, voz